# Järfälla Aikidoklubb
Järfälla Aikidoklubb grundades 1968 och firade 40-årsjubileum 2008. I Sverige tränar över 5 000 personer aikido, närmare 100 av dessa är aktiva i Järfälla Aikidoklubb och medlemmarna är mellan 8 och 95 år. Klubben bedrev mellan 2003 och 2019 i en egen sektion träning inom Tenshin Shōden Katori Shintō-ryū (天真正伝香取神道流), en mycket ursprunglig japansk kenjutsu.
Budokonsterna introducerades i Järfälla genom Henk Zootjes och Per Erik Lund. De gjorde gemensam aktion till Fritidsnämnden i Järfälla och fick igång sporten och bildade Järfälla Judoklubb 1967. Aikidosporten utvecklades ur Järfälla Judoklubb genom att några intresserade började träna aikido på hösten 1968. Det första året utövades endast judo men under sommaren 1968 kom några medlemmar i kontakt med aikidoträningen i andra klubbar. Dessa ungdomar blev så fascinerade av aikido att de började träna aikido under mer ordnade former hösten 1968. Dessa pionjärer, som bestod av 8 pojkar och 8 flickor med tränaren Allan Wahlberg i spetsen, utgör början och grunden för aikidons spridning i Järfälla.